# Tony Brise
Anthony William Brise (Londres, 28 de marzo de 1952-29 de noviembre de 1975) fue un piloto de automovilismo británico. En 1973 ganó dos títulos en el Campeonato de Gran Bretaña de Fórmula 3. Participó en 10 Grandes Premios de Fórmula 1 en 1975, consiguiendo 1 punto.
Tenía un precontrato para correr con el Embassy Racing de Graham Hill en 1976, pero ambos fallecieron en un accidente aéreo a poco después de finalizar la temporada 1975. Tenía 23 años.

## Resultados

### Fórmula 1
(Clave) (negrita indica pole position) (cursiva indica vuelta rápida)

| Año         | Escudería                  | 1   | 2   | 3   | 4     | 5   | 6       | 7     | 8     | 9     | 10     | 11      | 12     | 13      | 14      | Pos. | Puntos |
| ----------- | -------------------------- | --- | --- | --- | ----- | --- | ------- | ----- | ----- | ----- | ------ | ------- | ------ | ------- | ------- | ---- | ------ |
| 1975        | Frank Williams Racing Cars | ARG | BRA | RSA | ESP 7 | MON |         |       |       |       |        |         |        |         |         | 19°  | 1      |
| 1975        | Embassy Racing             |     |     |     |       |     | BEL Ret | SWE 6 | NED 7 | FRA 7 | GBR 15 | GER Ret | AUT 15 | ITA Ret | USA Ret | 19°  | 1      |
| Referencia: |                            |     |     |     |       |     |         |       |       |       |        |         |        |         |         |      |        |